# Hubert Parry
Sir Charles Hubert Hastings Parry (ur. 27 lutego 1848 w Bournemouth, zm. 7 października 1918 w Rustington) – brytyjski kompozytor i pedagog muzyczny.

## Życiorys
Pochodził z zamożnej i wpływowej rodziny. Uczęszczał do szkoły powszechnej w Twyford, jednocześnie pobierał lekcje gry na fortepianie i organach. Następnie uczył się gry na fortepianie oraz harmonii i kontrapunktu u Edwarda Brinda, organisty kościoła w Highnam. Uczęszczał do Eton College (1860–1867), po czym ukończył studia prawnicze i historyczne w Exeter College na Uniwersytecie Oksfordzkim (1867–1870). Jednocześnie dokształcał się muzycznie pod kierunkiem Henry’ego Hugh Piersona w Stuttgarcie oraz Williama Sterndale Bennetta, George’a Macfarrena i Edwarda Dannreuthera w Londynie. Po ukończeniu studiów początkowo pracował w towarzystwie ubezpieczeniowym w Londynie, w 1877 roku zrezygnował jednak z kariery urzędniczej i poświęcił się działalności muzycznej. Został zaangażowany przez George’a Grove’a jako zastępca redaktora naczelnego Dictionary of Music and Musicians, do którego pisał również hasła. Od 1883 roku wykładał w londyńskim Royal College of Music, w 1894 roku został wybrany na stanowisko rektora tej uczelni. W latach 1900–1908 wykładał również na Uniwersytecie Oksfordzkim.
Od 1883 roku był kierownikiem chóru uczelnianego na Uniwersytecie Oksfordzkim. Otrzymał doktoraty honoris causa uniwersytetów w Cambridge (1883), Oksfordzie (1884), Dublinie (1891) i Durham (1894). W 1898 roku otrzymał tytuł szlachecki, a w 1902 roku tytuł baroneta. W 1905 roku został odznaczony Krzyżem Komandorskim Królewskiego Orderu Wiktoriańskiego.

## Twórczość
Jako artysta pozostawał pod wpływem idiomu romantycznego, nawiązywał do twórczości Felixa Mendelssohna, Roberta Schumanna i Johannesa Brahmsa, podziwiał Richarda Wagnera. Wiele ze swoich utworów tworzył na zamówienia społeczne i państwowe. W swoich kompozycjach wokalnych czerpał z tradycji dawnej muzyki angielskiej, sięgał też do rodzimej poezji (William Shakespeare, Percy Bysshe Shelley, William Blake). Posiadał szerokie zainteresowania pozamuzyczne, inspirował się koncepcjami artystycznymi Johna Ruskina, darwinizmem i teoriami Herberta Spencera, głosił poglądy liberalne.
Anthem Parry’ego Jerusalem, napisany do słów wiersza Williama Blake’a w 1916 roku, stał się popularną angielską pieśnią patriotyczną.

## Prace
(na podstawie materiałów źródłowych)
- Studies of the Great Composers (Londyn 1887)
- The Art of Music (Londyn 1893; wyd. poszerz. pt. The Evolution of the Art of Music 1896)
- Summary of the History and Development of Medieval and Modern European Music (Londyn 1893; 2. wyd. 1904)
- Johann Sebastian Bach (Londyn 1910)
- Style in Musical Art (Londyn 1911)

## Wybrane kompozycje
(na podstawie materiałów źródłowych)

### Utwory orkiestrowe
- Allegretto scherzando (1867)
- Intermezzo religioso (1868)
- uwertura Vivien (1873)
- Konzertstück (1877)
- Koncert fortepianowy (1878–1880)
- uwertura Guillem de Cabestanh (1879)
- 5 symfonii (I G-dur 1880–1882, II F-dur „Cambridge” 1883 zrewid. 1887 i 1895, III C-dur „English” 1889 zrewid. 1895, IV e-moll 1889 zrewid. 1910, V „Symphonic Fantasia 1912” 1912)
- Suite moderne (1886, zrewid. 1892)
- An English Suite na smyczki (1890–1918)
- Overture to an Unwritten Tragedy (1893, zrewid. 1897 i 1905)
- Lady Radnor Suite na smyczki (1894)
- Elegy for Brahms (1897)
- Symphonic Variations (1897)
- poemat symfoniczny From Death to Life (1914)

### Utwory kameralne
- 3 movements na skrzypce i fortepian (1863)
- Kwartet smyczkowy g-moll (1867)
- Kwartet smyczkowy C-dur (1868)
- 2 Duettinos na wiolonczelę i fortepian (1868)
- Freundschaftslieder na skrzypce i fortepian (1872)
- 3 sonaty skrzypcowe (I 1875, II 1878, III 1889 zrewid. 1894)
- Nonet B-dur na instrumenty dęte (1877)
- 3 tria fortepianowe (I 1878, II 1884, III 1890)
- Kwartet fortepianowy As-dur (1879)
- Kwartet smyczkowy G-dur (1880)
- Sonata na wiolonczelę i fortepian (1880)
- Partita na skrzypce i fortepian (1886)
- 12 Short Pieces na skrzypce i fortepian (1895)
- Piece na skrzypce i fortepian (1896)
- Romance na skrzypce i fortepian (1896)
- 2 suity na skrzypce i fortepian (I 1907, II 1907)

### Utwory fortepianowe
- 4 fugi (1865)
- Andante con troppo (1865)
- Overture na duet fortepianowy (1865)
- Sonata na duet fortepianowy (1865)
- Andante (1867)
- Sonnets and Songs Without Words (3 zbiory; I 1868, II 1867–1875, III 1870–1877)
- 7 Charakterbidler (1872)
- Variations on an air by Bach (1873–1875)
- Grosses Duo na 2 fortepiany (1875–1877)
- 2 sonaty (I 1877, II 1876–1877)
- Theme and 19 Variations (1878)
- Shulbrede Tunes (1914)
- Hands across the Centuries (1918)

### Utwory organowe
- Fugue (1865)
- Fantasia and Fugue (1877)
- Chorale Preludes (2 zbiory; I 1912, II 1916)
- toccata i fuga Wanderer (1912–1918)
- Elegy (1913)
- 3 Chorale Fantasias (1915)

### Utwory wokalne i wokalno-instrumentalne
- Te Deum (ok. 1864)
- Magnificat and Nunc dimittis (1864)
- kantata O Lord, Thou hast cast us out (1867)
- Te Deum and Benedictus (1868)
- Communion, Morning and Evening Services (1869)
- Te Deum (1873)
- kantata Scenes from Shelley’s „Prometheus Unbound” (1880, zrewid. 1881 i 1885)
- Evening Service (1881)
- oda The Contention of Ajax and Ulysses: The Glories of Our Blood and State (1883, zrewid. 1908 i 1914)
- oda At a Solemn Music: Blest Pair of Sirens (1887)
- oratorium Judith or The Regeneration of Manasseh (1888)
- oda Ode on St. Cecilia’s Day (1889)
- kantata L’Allegro ed Il Penseroso (1890, zrewid. 1909)
- oda Eton (1891)
- De Profundis (1891)
- pieśń chóralna The Lotos-Eaters (1892)
- oratorium Job (1892)
- anthem Hear my words ye people (1894)
- oratorium King Saul (1894)
- oda Invocation to Music (1895)
- Magnificat (1897)
- A Song of Darkness and Light (1897)
- Thanksgiving Te Deum (1900)
- Ode to Music (1901)
- hymn koronacyjny I was glad (1902, zrewid. 1911)
- oda symfoniczna War and Peace (1903)
- motet Voces clamantium (1903)
- sinfonia sacra The love that casteth our fear (1904)
- kantata The Pied Piper of Hamelin (1905, zrewid. 1910)
- sinfonia sacra The Soul’s Ransom: A Psalm of the Poor (1906)
- poemat symfoniczny The Vision of Life (1907, zrewid. 1914)
- motet Beyond these voices there is peace (1908)
- Eton Memorial Ode (1908)
- Coronation Te Deum (1911)
- Ode on the Nativity (1912)
- God is our Hope (1913)
- oda The Chivalry of the Sea (1916)
- anthem Jerusalem (1916)
- 6 motetów Songs of Farewell (1916–1917)

### Opera
- Gunever (1886)

### Balet
- Proserpine (1912)

### Muzyka do sztuk scenicznych
- Ptaki według Arystofanesa (wyst. Cambridge 1883)
- Żaby według Arystofanesa (wyst. Oksford 1892)
- Hypatia według Stuarta Ogilvie (wyst. Londyn 1893)
- Skrucha według Pearl Mary Teresy Craigie (wyst. Londyn 1899)
- Agamemnon według Ajschylosa (wyst. Londyn 1900)
- Chmury według Arystofanesa (wyst. Oksford 1905)
- Acharnejczycy według Arystofanesa (wyst. Oksford 1914)